# Amblystegium pseudosubtile
Amblystegium pseudosubtile là một loài rêu trong họ Amblystegiaceae. Loài này được Hedenäs mô tả khoa học đầu tiên năm 2003.